# Hédonisme négatif
 (mars 2025).
 (février 2025).
Motif : Sources insuffisantes
- Archive Wikiwix
- Bing
- Cairn
- DuckDuckGo
- E. Universalis
- Gallica
- Google
- G. Books
- G. News
- G. Scholar
- Persée
- Qwant
- (zh) Baidu
- (ru) Yandex
- (wd) trouver des œuvres sur Wikidata

| 1. | Préciser le motif de la pose du bandeau. | Précisez le motif de la pose du bandeau en utilisant la syntaxe suivante : {{admissibilité à vérifier\|date=mars 2025\|motif=remplacez ce texte par le motif}}                         |
| 2. | Informer les utilisateurs concernés.     | Pensez à avertir le créateur de l'article, par exemple, en insérant le code ci-dessous sur sa page de discussion : {{subst:avertissement admissibilité à vérifier\|Hédonisme négatif}} |

L'hédonisme négatif fait référence à l'idée que l'évitement du déplaisir, plutôt que la recherche du plaisir, est la clé d'une vie bonne. Cela contraste avec l'hédonisme traditionnel, qui se concentre sur la maximisation du plaisir. On pose la question de savoir si la paradoxe de l'hédonisme — où la recherche du plaisir nuit à son accomplissement — s'applique également à l'hédonisme négatif, c'est-à-dire si éviter activement le déplaisir pourrait être autodestructeur. Cependant, il suggère que ce ne serait pas le cas, car des philosophes comme Schopenhauer défendaient la minimisation de la souffrance plutôt que la recherche du bonheur, ce qui implique que l'hédonisme négatif pourrait être une approche viable dans le cadre de l'hédonisme prudentiel.
Finition et distinction avec d’autres formes d’hédonisme
L’hédonisme négatif est une forme de conséquentialisme qui accorde une importance prioritaire à la réduction de la souffrance plutôt qu’à la maximisation du plaisir. Contrairement à l’hédonisme classique, qui considère le bonheur comme l’objectif ultime de l’éthique, l’hédonisme négatif soutient que la souffrance possède un poids moral supérieur et doit être minimisée en priorité. On distingue généralement deux formes d’hédonisme négatif :
• L’hédonisme négatif faible, qui reconnaît que le plaisir a une valeur morale, mais considère que la souffrance doit être évitée en priorité.
• L’hédonisme négatif fort, qui affirme que seul l’évitement de la souffrance a une valeur morale intrinsèque, reléguant le plaisir à un rôle secondaire voire insignifiant.
Cette approche s’oppose également à l’hédonisme qualifié, développé notamment par John Stuart Mill, qui distingue entre plaisirs supérieurs et inférieurs en leur attribuant des degrés de valeur.

## Origines philosophiques et influences historiques
Bien que la notion d’hédonisme négatif en tant que théorie distincte soit relativement récente, ses fondements philosophiques remontent à plusieurs traditions et penseurs majeurs.
Dans la philosophie orientale, le bouddhisme accorde une place centrale à l’élimination de la souffrance à travers la pratique du Dharma et l’atteinte du Nirvana. Cette approche repose sur l’idée que l’existence est marquée par le dukkha (souffrance), et que la libération réside non pas dans la recherche du plaisir, mais dans l’extinction des désirs générateurs de souffrance.
Dans la pensée occidentale, plusieurs philosophes ont formulé des idées proches de l’hédonisme négatif :
• Arthur Schopenhauer, à travers son pessimisme philosophique, décrit l’existence comme fondamentalement douloureuse et prône une éthique de la compassion visant à réduire la souffrance universelle.
• Épicure, bien que souvent assimilé à l’hédonisme classique, mettait davantage l’accent sur l’ataraxie (absence de trouble), définissant le bonheur non par l’accumulation de plaisirs, mais par l’élimination de la douleur.
• David Benatar, philosophe contemporain et figure majeure de l’antinatalisme, développe une approche explicitement hédoniste négative dans son ouvrage Better Never to Have Been (2006), où il soutient que la souffrance de l’existence justifie l’évitement de la procréation.
Ces influences montrent que l’hédonisme négatif s’inscrit dans une tradition philosophique plus large, qui traverse différentes époques et courants de pensée.

## Critiques et objections philosophiques
L’hédonisme négatif fait l’objet de plusieurs critiques, tant sur le plan éthique que métaphysique.
• Le risque du nihilisme et du pessimisme : Certains critiques estiment que l’hédonisme négatif conduit à une vision excessivement pessimiste de l’existence, où toute souffrance est perçue comme un mal absolu, pouvant mener à des conclusions nihilistes.
• L’objection de l’expérience positive : Des philosophes comme Robert Nozick, à travers son expérience de la “machine à expériences”, soutiennent que les plaisirs positifs ont une valeur intrinsèque et que l’éthique ne peut être fondée uniquement sur l’évitement de la souffrance.
• Le problème du “dernier homme” : Une conséquence extrême de l’hédonisme négatif serait de considérer que l’extinction totale de l’humanité est moralement préférable à une existence marquée par la souffrance. Cette thèse, défendue par certains antinatalistes radicaux, est souvent rejetée pour son incompatibilité avec des intuitions morales plus larges sur la valeur de la vie humaine.
Ces critiques soulignent les limites et implications controversées de l’hédonisme négatif, contribuant au débat philosophique sur la place de la souffrance et du plaisir dans l’éthique.

## Applications contemporaines et implications éthiques
L’hédonisme négatif a des implications dans plusieurs domaines de l’éthique appliquée, influençant des approches visant à réduire la souffrance dans différentes sphères :
• Éthique animale : Certains défenseurs de l’hédonisme négatif militent pour une réduction active de la souffrance animale, en soutenant des mesures telles que la réduction de l’élevage industriel ou l’intervention dans la nature pour limiter la souffrance des animaux sauvages. Des penseurs comme Oscar Horta explorent l’idée d’atténuer les souffrances causées par la prédation naturelle.
• Bioéthique et médecine : L’idée selon laquelle il est préférable d’éliminer la souffrance plutôt que de chercher à maximiser le plaisir est visible dans les principes de la médecine palliative et des soins de fin de vie. Le principe du primum non nocere (“d’abord, ne pas nuire”) en médecine s’aligne avec l’éthique de l’hédonisme négatif.
• Politiques publiques : Certaines politiques de réduction des risques (par exemple, la distribution de seringues propres aux toxicomanes ou la légalisation contrôlée de certaines drogues) reposent sur un raisonnement hédoniste négatif, cherchant avant tout à minimiser la souffrance plutôt qu’à promouvoir des idéaux de bonheur absolu.
Ces applications montrent que l’hédonisme négatif ne se limite pas à un cadre théorique, mais influence des décisions et des politiques concrètes.

## Concepts associés
Les concepts associés à l'hédonisme incluent la hédonophobie, caractérisée par la peur du plaisir et la tendance à l'éviter; l'hédonisme psychologique, qui affirme que le plaisir et la douleur sont les moteurs fondamentaux du comportement humain; et l'hédonisme égoïste, la notion selon laquelle le plaisir personnel d'un individu est la principale motivation derrière certaines actions. Ces concepts offrent diverses interprétations de la manière dont le plaisir, la douleur et l'intérêt personnel influencent la prise de décision et le comportement humain.